# Maglia Aeolis

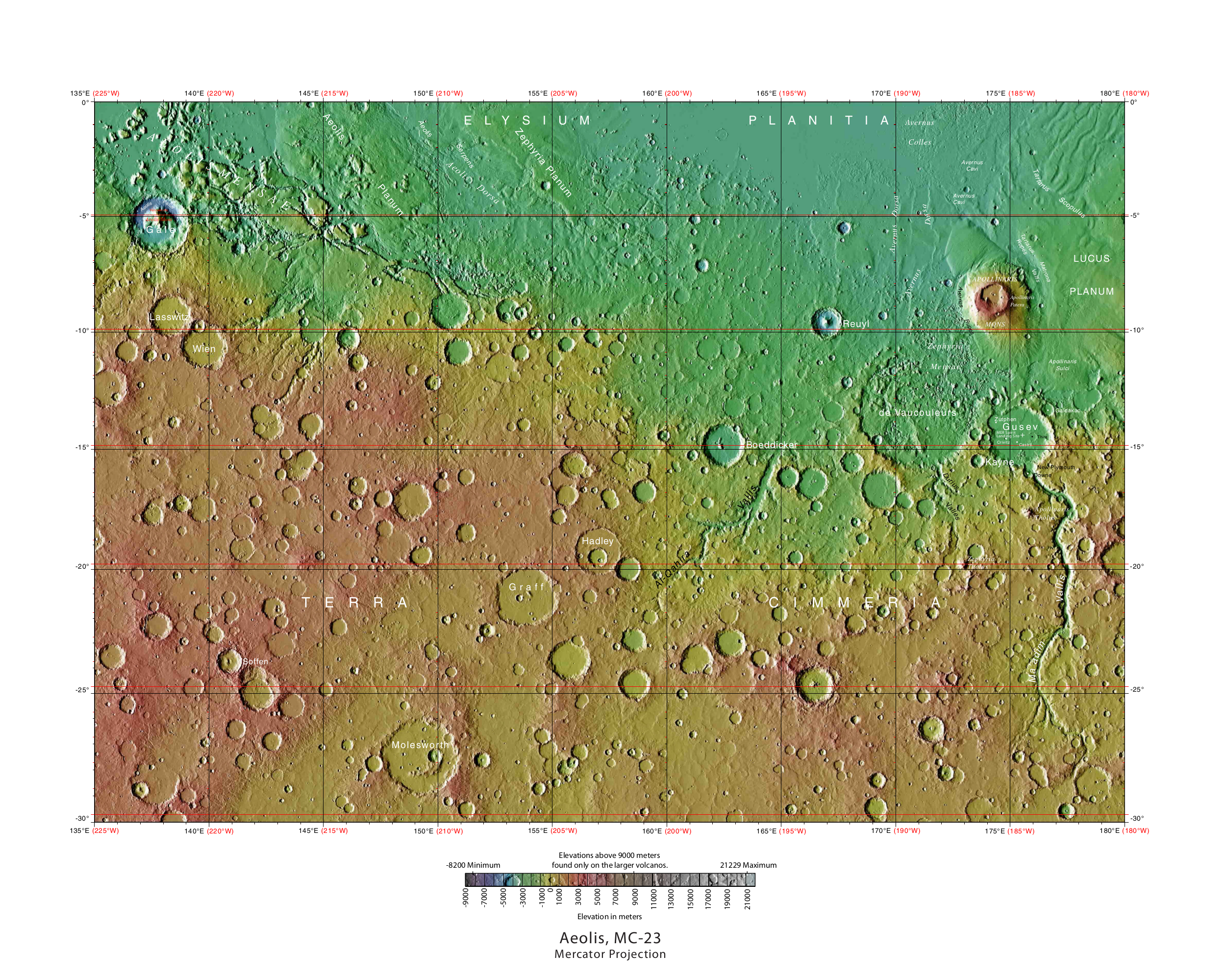
Mappa di MC-23

La Maglia Aeolis è la regione di Marte che occupa l'area da 180° a 225° di longitudine ovest e da −30° a 0° di latitudine sud ed è classificata col codice MC-23.
Il nome si riferisce al nome di un'isola occidentale galleggiante di Eolo, il dio dei venti.

## Elementi geologici
Una grande e antica valle fluviale, chiamata Ma'adim Vallis, entra nel bordo sud del cratere Gusev, quindi si credeva che il cratere Gusev fosse un antico letto di un lago. Tuttavia, sembra che un flusso vulcanico abbia coperto i sedimenti del letto del lago. Apollinaris Patera, un grande vulcano, si trova direttamente a nord del cratere Gusev.
Il cratere Gale, nella parte nord-occidentale della maglia Eolis, è di particolare interesse per i geologi perché contiene un tumulo alto 2-4 km di rocce sedimentarie stratificate, chiamato "Mount Sharp" dalla NASA in onore di Robert P. Sharp (1911-2004), uno scienziato planetario delle prime missioni su Marte. Più recentemente, il 16 maggio 2012, "Mount Sharp" è stato ufficialmente chiamato Aeolis Mons dalla USGS e dalla UAI.

## Esplorazione
È famoso per il sito di due atterraggi di veicoli spaziali: il sito di atterraggio del rover Spirit (14.5718°S 175.4785°E) nel cratere Gusev (4 gennaio 2004) e il rover Curiosity nel cratere Gale (4,591817°S 137.440247°E) (6 agosto 2012).

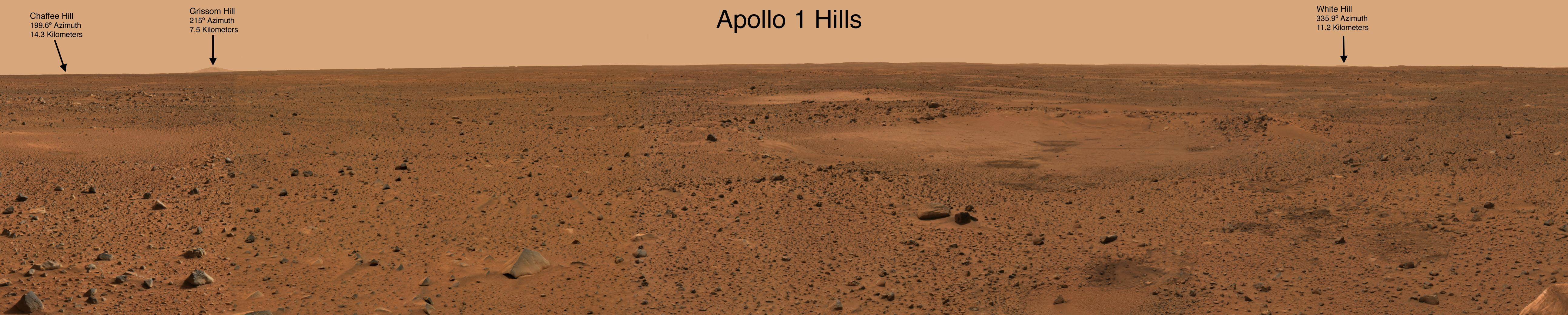
Panorama di Apollo Hills dal sito di atterraggio Spirit